# Villa Necker

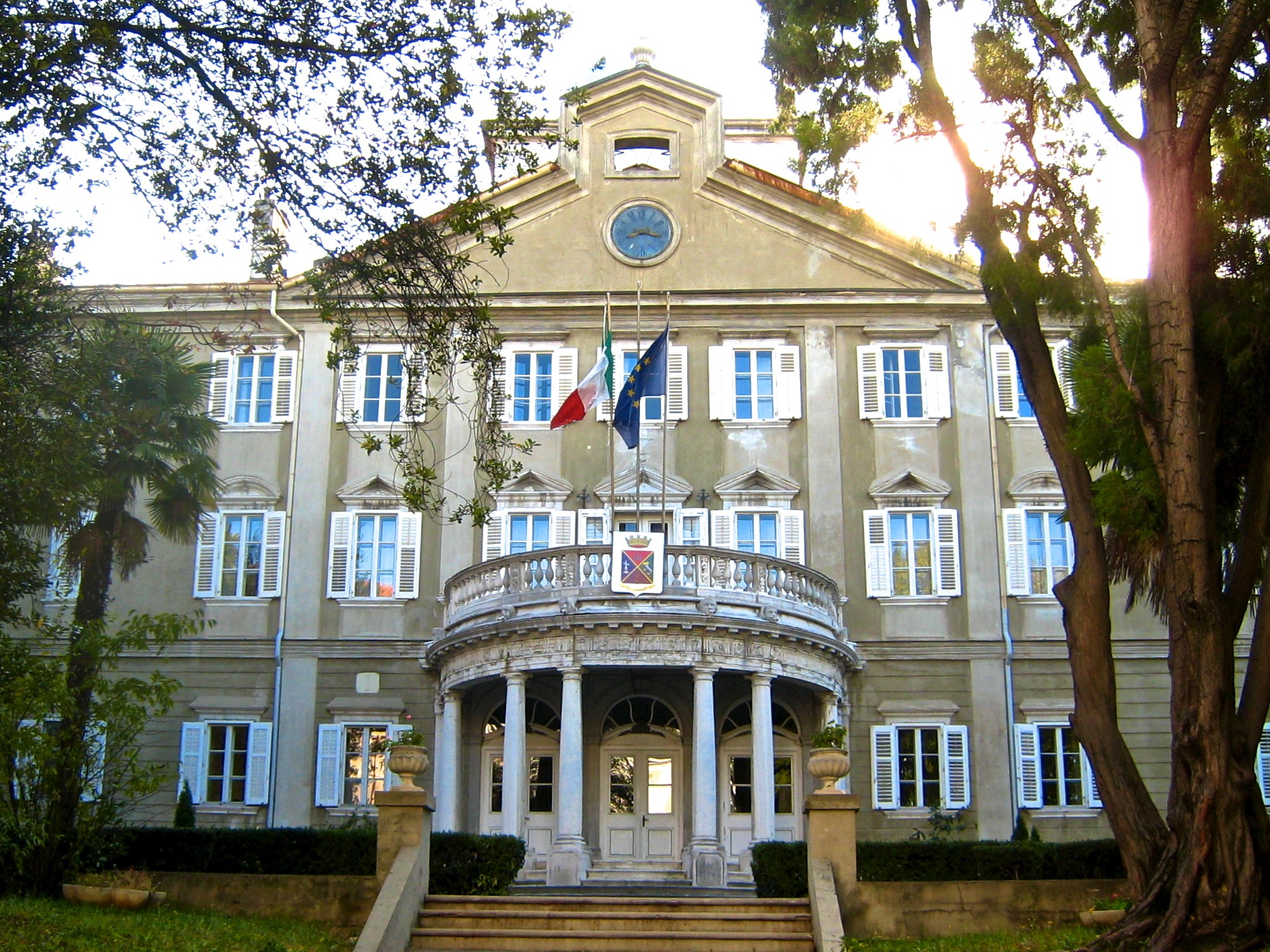
Hauptfassade der Villa Necker in Triest

Die Villa Necker ist ein klassizistisches Landhaus in Triest in der italienischen Region Friaul-Julisch Venetien. Sie liegt in der Via dell’Università 2.

## Geschichte
Die Villa Necker liegt auf einem Grundstück, das ursprünglich zum Gelände des Anwesens Dei Santi Martiri gehörte.
Im 18. und 19. Jahrhundert tätigten in dieser Gegend reiche Kaufleute, auch aus dem Ausland, die sich in Triest niederließen, Investitionen in Immobilien. Dazu gehörten auch George Hepburn, der Auftraggeber der benachbarten Villa Economo und Heim Camondo, dem die Villa Sartorio gehörte.
An dem Hang unterhalb des Colle di San Vito entwickelte sich Anfang des 19. Jahrhunderts eine Vorstadt Triests. In dieser Zeit entstanden viele kleine Villen und Gärten in der Stille des Hangs.
Die Gegend, in der sich das Anwesen befindet, wurde Anfang des Jahres 1782 besiedelt, wie der detaillierte Stadtplan von Carlo Dini belegt. Der Plan zeigt das Anwesen unterhalb inmitten eines ausgedehnten Gartens, der 1775 als erster Italienischer Garten von Triest vom Militäringenieur Vincenzo Struppi entworfen worden war.
Zur Herkunft der Villa gibt es unterschiedliche Versionen und Interpretationen, insbesondere, im Hinblick auf die Zuordnung des Auftraggebers. Nach den jüngsten Untersuchungen verkaufte der Baron Franz-Xaver von Königsbrunn das Anwesen für „6300 deutsche Gulden“ dem Kaufmann ‚‘Domenico Perinello‘‘. In dem Kaufvertrag, der auf den 27. Juli 1776 datiert ist, ist von „einem Haus, das an der Marina di Contrada von Santi Martiri liegt, (...) einschließlich des Gartens und der Umfassungsmauer, mit allen Materialien, die es zur Zeit dort gibt“ die Rede.
Ein großer Teil der Kritiker schreibt den Bau der Villa dem Architekten ‚‚Giacomo Marchini‘‘ unter der Leitung des Franzosen Champion zu, der 1784 in der Stadt ankam und dem auch der Entwurf der Villa Murat zu verdanken ist, die heute nicht mehr existiert.
Nach dem Tod von Perinello 1786 wurde die „Villa Anonima“ von den Erziehungsberechtigten der Kinder an Andere verkauft. 1790 kaufte das Anwesen, eine „Wohnstatt (...) mit allen Annehmlichkeiten“ der ägyptische Graf Cassis Faraone für „36.000 in Wien gehandelte Gulden“. Faraone sind der Umbau des Landhauses, sowohl innen als auch außen, die Ausstattung des Gartens mit Wasserspielen, eine reiche Orangerie und vom Bildhauer Antonio Marignani geschaffene Statuen zu verdanken. Das Anwesen wurde 1820 an Jérôme Bonaparte, den Bruder Napoleons und König von Westfalen verkauft, auf den die Bezeichnung „Villa Principe Bonaparte“ und die Anbringung der napoleonischen Adler an den offenen Kaminen des großen Saales zurückgeht. Die Gattin Bonapartes, Prinzessin Cathérine, beschrieb mit lobenden Worten die von Pergolen umgebene Villa und einen großen Garten mit Blick über den gesamten Golf von Triest. In dieser Zeit wurde das Landhaus in seinem Inneren durch eine Kapelle, ein Theater und verschwenderische Möbel bereichert. Auf den Geschmack der Bonapartes gehen auch der Umbau der Fassade durch Einsetzen der Uhr in das zentrale Tympanon und der Giebel mit dem leeren Feld zurück.
Die Fläche des Anwesens wurde nach der Öffnung 1814 durch eine öffentliche Straße entlang der rechten Flanke des Landhauses reduziert.
1827 ging das Gebäude in den Besitz von Alfonso Teodoro Carlo Francesco de Necker aus Genua (Nachkomme von Jacques Necker), Besitzer eines Handelshauses in Triest und Konsul der Schweiz, über. Von dieser Zeit an hieß das Landhaus „Villa Necker“ und um den Park kümmerte sich der Botaniker Giuseppe Ruchinger aus Monaco.
1851 wurde das Anwesen an das Kommando der österreichischen Marine verkauft. Zwei Jahre später wurde in dem Haus ein Krankenhaus für hochdekorierte Offiziere und Soldaten, Kriegsveteranen der Schlacht von Solferino, eingerichtet. Anfang des 20. Jahrhunderts hatte der Kommandant des Seedistrikts, Leopoldo de Jedina in dem Gebäude seinen Sitz. Im Laufe ihrer Geschichte beherbergte die Villa Necker verschiedene bekannte Persönlichkeiten, darunter Admirale und Kommandanten, die die Stadt besuchten.
1818 ging das Eigentum an der Villa an das Liegenschaftsamt des Königreiches Italien über und wurde bis 1945 Sitz des Kommandos des V Corpo d’armata.
Heute ist in dem Landhaus das Commando Militare Esercito Friuli Venezia Giulia mit dem anhängenden Offiziersclub untergebracht.

## Beschreibung
Das Gebäude, das inmitten eines weitläufigen Parks steht, hat drei Stockwerke.
Das Erdgeschoss ist mit glattem Bossenwerk mit horizontalen Bändern verkleidet, das von Lisenen unterbrochen wird, die die Fassade in fünf Joche teilt. Die oberen Stockwerke sind verputzt und grau gestrichen. Die Fensteröffnungen sind rechteckig und mit linearen Steinkymatia verziert, nur nicht im ersten Obergeschoss, wo sich dreieckige und gebogene Giebel miteinander abwechseln.
In der Mitte des Erdgeschosses sticht eine halbrunde Vorhalle mit toskanischen Säulen auf Sockeln heraus, die die drei Rundbogentüren des Eingangs mit Konsolen am Schlussstein rahmt. Der Architrav darüber zeigt einen klassischen Fries, dekoriert mit Metopen und Triglyphen, mit dem an der darüberliegenden Fassade Rosettenreliefe im Wechsel mit gezahnten Motiven korrespondieren. Dieser Aufbau stützt eine Terrasse, ebenfalls in halbrunder Form. Die Brüstung besteht aus einer Balustrade aus weißem Stein mit kleinen Pfeilern, die mit floralen Reliefen dekoriert sind. Auf diese Terrasse öffnen sich drei Fenstertüren mit dreieckigen Tympana.
Der mittlere Teil der Fassade wird durch ein Tympanon mit Uhr betont, das in einem kleinen Giebel endet. Zur Dekoration der oberen Begrenzung der Fassade sind dort Steinvasen in klassizistischem Stil aufgestellt.